# Adelidae
Gli Adelidi (Adelidae Bruand, 1850) sono una famiglia di lepidotteri, diffusa in tutto il mondo con 297 specie.

## Descrizione

### Adulto
Si tratta di piccoli lepidotteri alquanto primitivi che, pur avendo una nervatura alare di tipo eteroneuro, si distinguono dai Ditrysia per il fatto di possedere un apparato riproduttore femminile provvisto di un'unica apertura destinata sia all'accoppiamento, sia all'ovodeposizione; per questo motivo in passato venivano riunite con altre famiglie nella divisione Monotrysia, oggi considerata obsoleta in quanto polifiletica.

È presente una connessione tergosternale, immediatamente posteriore rispetto al primo spiracolo addominale, formata da un processo ventrocaudale del primo tergite, che va a collegarsi all'estensione anterolaterale del secondo sternite.

Le ali, che rivelano anche la presenza di aculei, hanno forma ovoidale-allungata con apice arrotondato; appaiono spesso bruno-grigiastre (nelle specie con abitudini notturne) ma possono anche avere riflessi metallici ed iridescenze molto vivaci. I microtrichi sono presenti ed uniformemente distribuiti. Come nei Ditrysia, si osserva una riduzione del sistema legato al settore radiale (Rs) nell'ala posteriore, con anastomosi di Sc ed R dal quarto basale fino al termen, ed Rs non ramificata; l'accoppiamento alare è di tipo frenato, con frenulum a singola setola composita nei maschi, e da tre a cinque setole nelle femmine; queste setae dipartono da cavità distinte, ed in prossimità di esse possono riscontrarsi, in ambo i sessi, altre setae pseudofrenulari. È presente l'apparato di connessione tra ala anteriore e metatorace; si possono inoltre osservare un ponte precoxale e la perdita del primo sternite addominale, mentre il secondo può suddividersi (completamente o parzialmente) in uno sclerite anteriore più piccolo (S2a) ed uno posteriore più sviluppato (S2b).

Le antenne sono di regola filiformi; nei maschi raggiungono fino a sei volte la lunghezza del corpo (per esempio in alcune Adela), mentre nelle femmine superano comunque la lunghezza della costa. Si può osservare la presenza di uno sclerite intercalare (forse caso unico tra i lepidotteri) oltre a spinule laterali (probabilmente derivate dai sensilla) in alcuni segmenti prossimali del flagello dei maschi di Nemophora; in Adela questi processi sono spesso ricurvi.
Gli ocelli sono assenti, come pure i chaetosemata. Gli occhi dei maschi di alcune specie sono molto sviluppati. La spirotromba che, fatta eccezione per alcune Ceromitia sudafricane, è perfettamente funzionante, risulta ricoperta di scaglie (a differenza degli altri Adeloidea) e più lunga della capsula cefalica, estendendosi fin oltre i palpi mascellari; questi ultimi possono essere allungati e costituiti da quattro o cinque segmenti, come in Ceromitia, oppure ridotti a soli due o tre segmenti, come in Nemophora. I palpi labiali hanno tre segmenti, corti e con setole laterali sul secondo; l'organo di vom Rath sul segmento apicale del palpo labiale, può essere profondo o superficiale.
Nelle zampe, l'epifisi è spesso presente, mentre gli speroni tibiali hanno formula 0-2-4.

L'apparato genitale maschile di alcune specie (e.g. Ceromitia) rivela, su ogni valva, una struttura a pettine detta pectinifer (assente in Nemophora), che nel caso del genere Nematopogon può essere retta da un peduncolo. L'uncus è assente, mentre il vinculum presenta un saccus allungato. La juxta è a forma di freccia, l'edeago è assottigliato.

Nel genitale femminile, l'ovopositore è ben sviluppato e perforante, con gli apici appiattiti lateralmente, al fine di permettere l'inserimento delle uova all'interno dei tessuti fogliari della pianta ospite; tale caratteristica viene considerata una specializzazione secondaria della famiglia. La cloaca è stretta e tubuliforme. Le apofisi sono fortemente sclerotizzate; il corpus bursae è sviluppato e membranaceo, senza signa. Gli ovarioli sono in numero elevato (10-12), a differenza dei quattro riscontrabili di norma negli altri lepidotteri.

L'apertura alare può variare da 4 a 28 mm.

### Uovo
Le uova sono lisce o lievemente punteggiate; vengono inserite singolarmente nei tessuti della pianta ospite, pertanto assumono la forma della "tasca" in cui le inserisce la femmina.

### Larva
Il bruco, quasi cilindrico, possiede un capo arrotondato, non appiattito e solitamente prognato, con solco epicraniale marcato e sei stemmata per lato.

Sono presenti due setae genuali, G1 e G2, mentre l'assenza della seta AF2 è considerata un'evoluzione secondaria.

Sul protorace è visibile uno scudo ben sclerotizzato, e possono comparire anche dei dischi sclerotizzati sul meso- e metatorace.

Le zampe toraciche sono ben sviluppate, mentre le pseudozampe, poste sui segmenti addominali III-VI e X, sono fortemente ridotte o assenti; gli uncini pseudopodiali, assenti sul segmento X, sono disposti su file multiple.

### Pupa
La pupa è dectica, con cuticola lievemente sclerotizzata e appendici solo debolmente aderenti al corpo. I palpi mascellari appaiono prominenti, mentre quelli labiali risultano esposti come le coxe del primo paio di zampe. Le antenne, particolarmente lunghe nei maschi, sono accomodate all'interno del bozzolo, avvolte attorno all'addome. I segmenti addominali da III a VII sono mobili, e si notano una o due file di spinule sulla superficie della maggior parte dei segmenti.

## Biologia

### Comportamento
In molte delle specie che presentano riflessi metallici, il volo può avvenire alla luce diretta del sole, e si assiste spesso alla formazione di sciami, soprattutto attorno a gruppi di infiorescenze, alberi o cespugli. Gli sciami sono associati a due adattamenti strutturali, riscontrabili esclusivamente nei maschi: spinule laterali sulle antenne e occhi sviluppati dorsalmente, fino ad incontrarsi l'un l'altro sulla linea mediana. In alcune Nemophora, l'occhio risulta diviso in una sezione dorsale ipertrofica ed una ventrale di dimensioni normali. Gli ommatidi che compongono la parte superiore sono più grandi di quelli della parte inferiore. Nelle specie con occhi più ridotti, la formazione di sciami è rara o completamente assente. Non è ancora ben chiaro il ruolo delle spinule laterali delle antenne, ma è probabile che, permettendo la formazione di sciami di maschi attorno ad una femmina immobile, sia implicata nelle funzioni di accoppiamento.

Altre specie, di abitudini prettamente crepuscolari, mostrano invece colorazioni più spente ed uniformi, e tendono a non formare mai sciami.

Nella maggior parte delle adelidi, le larve sono minatrici delle foglie, dei meristemi o della corteccia durante il primo stadio, o talvolta perforano l'ovario della pianta nutrice; in seguito, dal secondo stadio in poi o comunque entro lo stadio pre-pupale, il bruco vive all'interno di un fodero lenticolare portatile, che costruisce a partire da frammenti di foglie e detriti del sottobosco, ed allarga via via che si accresce; in questa fase si alimenta prevalentemente di foglie cadute nella lettiera, o comunque di vegetali a basso fusto. La specie giapponese Nemophora raddei Rebel attraversa sei distinti stadi larvali. L'impupamento avviene quindi all'interno di quest'involucro, spesso ai piedi della pianta ospite.

### Periodo di volo
La maggior parte delle specie boreali vola tra aprile e giugno, al massimo fino ad agosto.

### Alimentazione
Le larve di questo taxon attaccano generi appartenenti a svariate famiglie, tra cui:
- Abies Mill. (Pinaceae)
- Acacia Mill. (Fabaceae)
- Acer L. (Aceraceae)
- Ajuga L. (Lamiaceae)
- Alliaria Heister ex Fabr. (Brassicaceae)
- Ampelopsis Michx. (Vitaceae)
- Ballota L. (Lamiaceae)
- Bursaria Cav. (Pittosporaceae)
- Cardamine L. (Brassicaceae)
- Castilleja Mutis ex L.f. (Orobanchaceae)
- Cornus L. (Cornaceae)
- Dipsacus L. (Dipsacaceae)
- Fagus L. (Fagaceae)
- Fraxinus L. (Oleaceae)
- Gentiana L. (Gentianaceae)
- Gilia Ruiz & Pav. (Polemoniaceae)
- Glechoma L. (Lamiaceae)
- Hieracium L. (Asteraceae)
- Hippophae L. (Elaeagnaceae)
- Holodiscus (K.Koch) Maxim. (Rosaceae)
- Hydrangea L. (Hydrangeaceae)
- Hypericum L. (Clusiaceae)
- Knautia L. (Dipsacaceae)
- Leptosiphon Benth. (Polemoniaceae)
- Leucanthemum Mill. (Asteraceae)
- Ligustrum L. (Oleaceae)
- Orthocarpus Nutt. (Orobanchaceae)
- Parthenocissus Planch. (Vitaceae)
- Persicaria Mill. (Polygonaceae)
- Prunus L. (Rosaceae)
- Quercus L. (Fagaceae)
- Rhododendron L. (Ericaceae)
- Rosa L. (Rosaceae)
- Salix L. (Salicaceae)
- Scabiosa L. (Dipsacaceae)
- Sedum L. (Crassulaceae)
- Succisa Haller (Dipsacaceae)
- Tsuga Carrière (Pinaceae)
- Vaccinium L. (Ericaceae)
- Veronica L. (Plantaginaceae)
- Vitis L. (Vitaceae)

## Distribuzione e habitat
Nel complesso, la famiglia è cosmopolita, ma mostra una maggiore biodiversità nell'emisfero boreale, in particolar modo nel Paleartico orientale.
L'habitat è rappresentato da foreste a latifoglie e comunque zone boschive.

## Tassonomia
Le Adelidae furono considerate una sottofamiglia delle Incurvariidae (Adelinae) fino al lavoro di Davis del 1999, che attribuì loro lo status attuale di famiglia.

### Sinonimi
Non sono stati riportati sinonimi.

### Sottofamiglie e generi
Il taxon comprende due sottofamiglie, per un totale di 5 generi e 297 specie, di cui 53 in Europa, 32 in Italia.
- Sottofamiglia Adelinae Bruand, 1850 - Mém. Soc. Emul. Doubs (II serie) 1[1] (3 generi e 190 specie, di cui 41 in Europa, 23 in Italia)
  - Genere Adela Latreille, 1796 - Prècis Caractères génériques Insectes: 147 (genere tipo)[31] (53 specie tra Olartico e Africa meridionale, di cui 11 in Europa, 6 in Italia)
  - Genere Cauchas Zeller, 1839 - Isis, Leipzig 1839: 186[32] (18 specie olartiche, di cui 10 in Europa, 6 in Italia)
  - Genere Nemophora Hoffmannsegg, 1798 - in Illiger. Verz. Käffer Preussens: 499[33] (119 specie tra Olartico, ecozona afrotropicale e orientale, di cui 20 in Europa, 11 in Italia)
- Sottofamiglia Nematopogoninae Hinton,1955 - Trans. Roy. ent. Soc. London, 106(13): 455 - 540, 1 pl. 31 figs.[34] (2 generi e 107 specie, di cui 12 in Europa, 9 in Italia)
  - Genere Ceromitia Zeller, 1852 - Lepid. Microptera: 92[35] (90 specie tra Africa centro-meridionale, Neotropico e Australia)
  - Genere Nematopogon Zeller, 1839 - Isis, Leipzig 1839: 185[32] (17 specie paleartiche, di cui 12 in Europa, 9 in Italia)

### Endemismi italiani
Sono noti tre endemismi italiani:
- Nematopogon garganellus Bryner & Huemer, 2019 - Alp. Ent. 3, 93[36] (Puglia e Basilicata)
- Nematopogon prolai (Hartig, 1941) - Mitt. münchn. ent. Ges. 31(1): 162[37] (Italia meridionale esclusa la Sicilia)
- Nematopogon sericinellus Zeller, 1847 - Isis, Leipzig 1847: 816[38] (Sud e Sicilia)

### Alcune specie

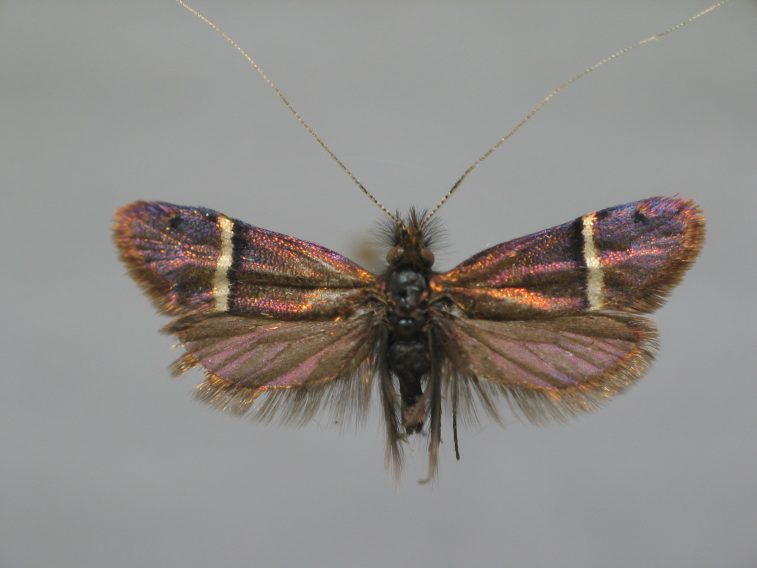
Adela albicinctella (Adelinae)
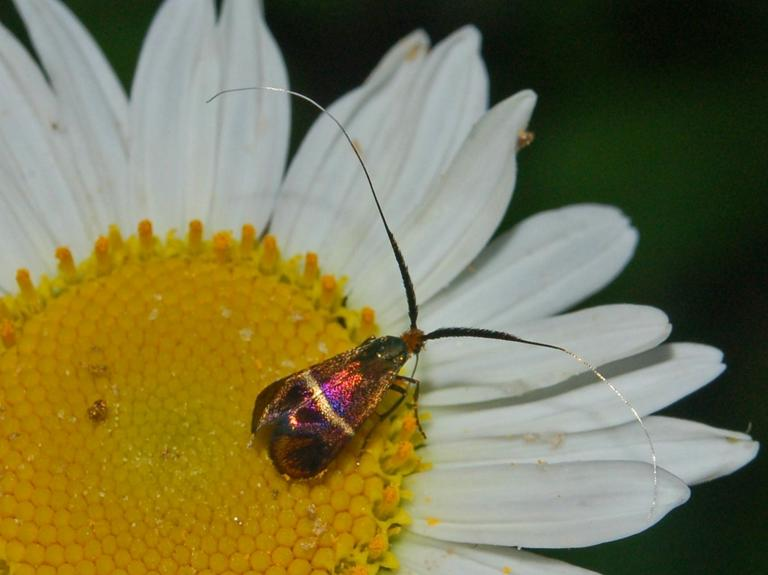
Adela australis (Adelinae)
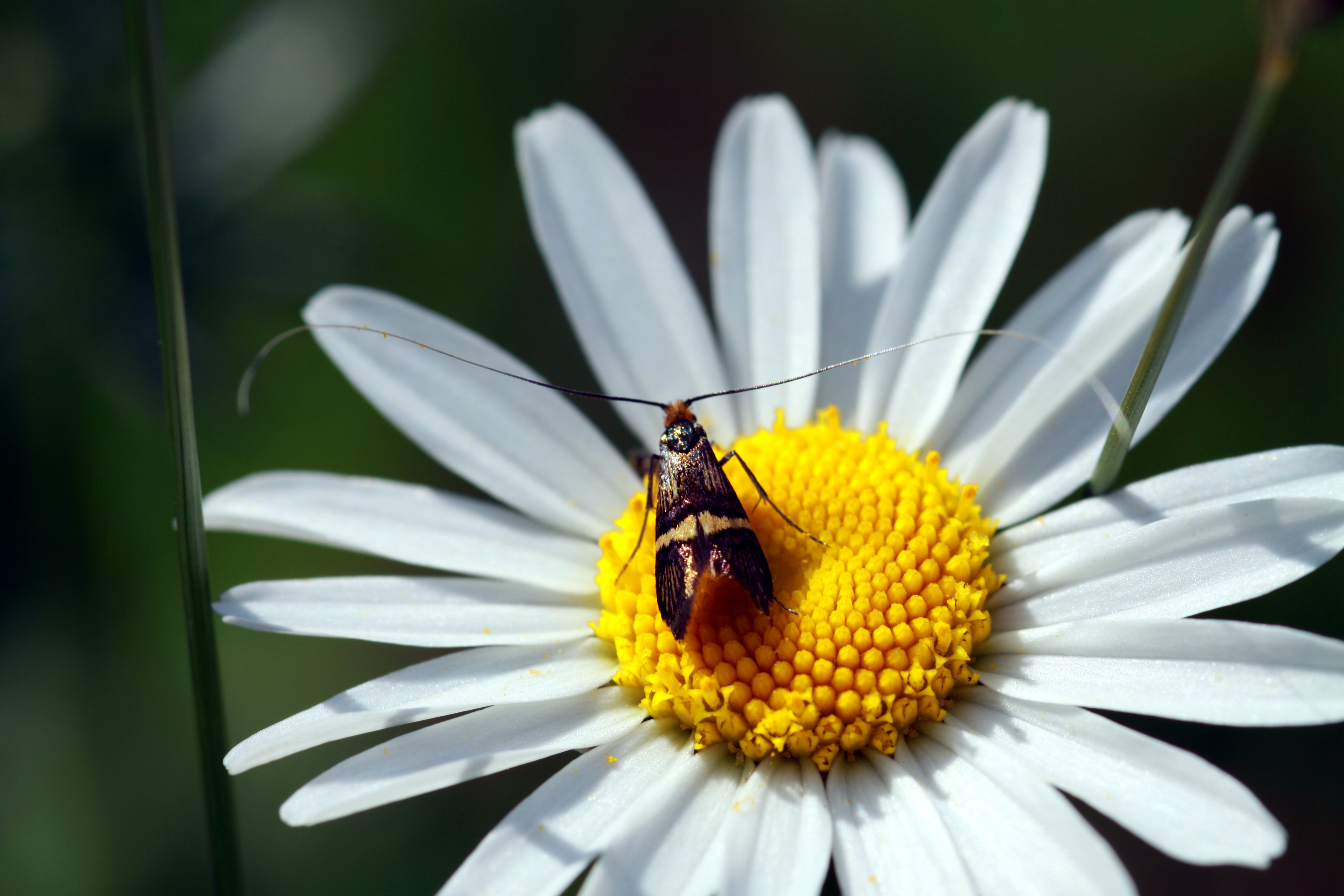
Adela croesella (Adelinae)
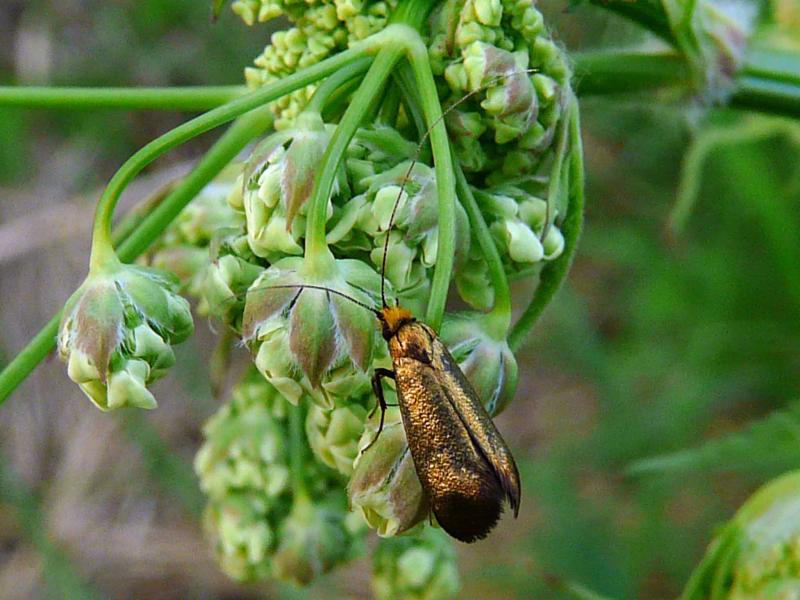
Adela cuprella (Adelinae)
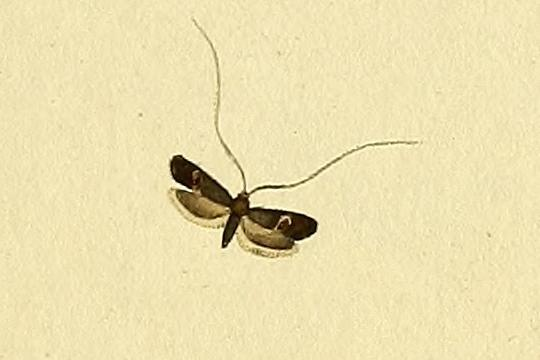
Adela mazzolella (Adelinae)
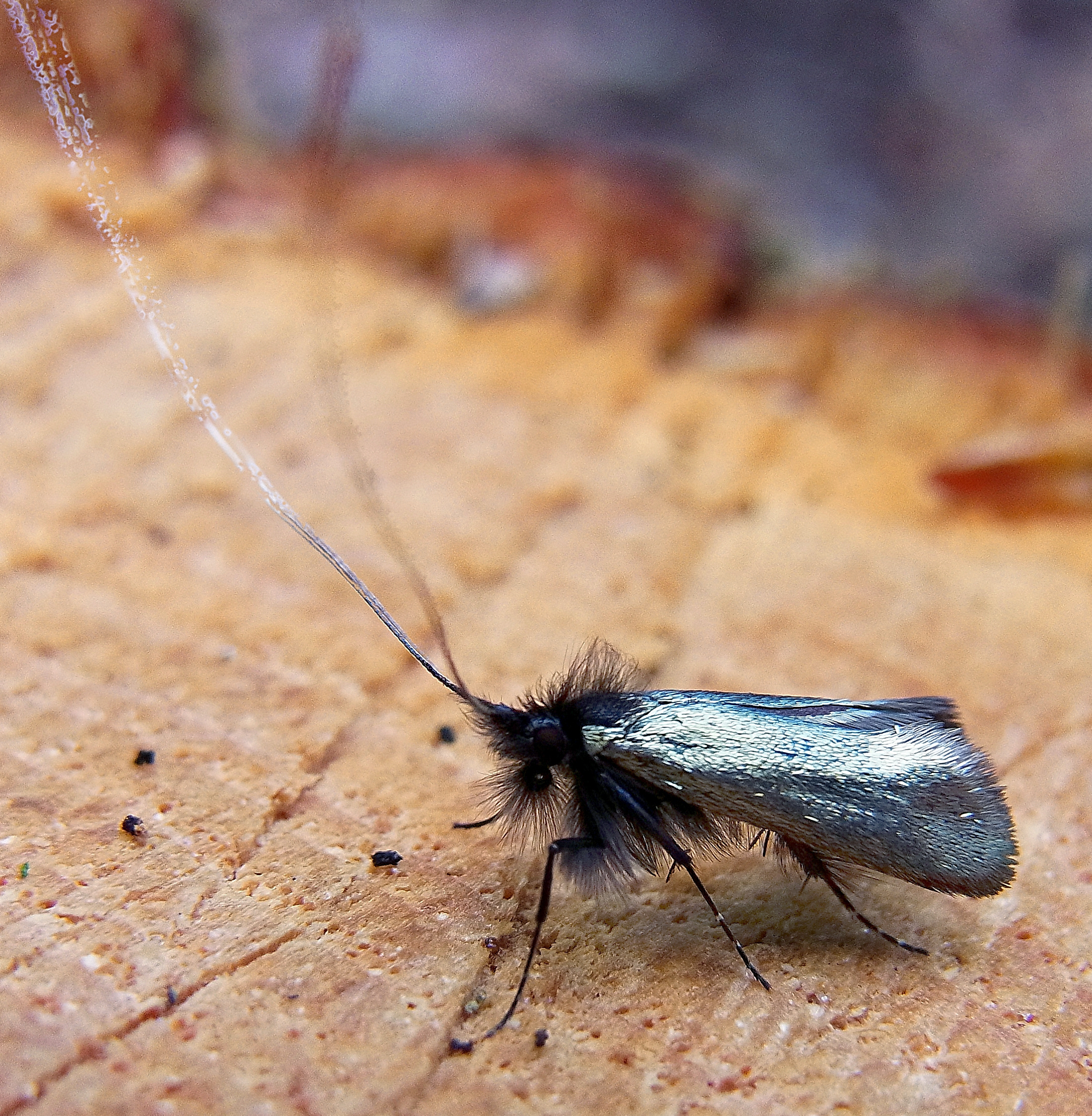
Adela reaumurella (Adelinae)
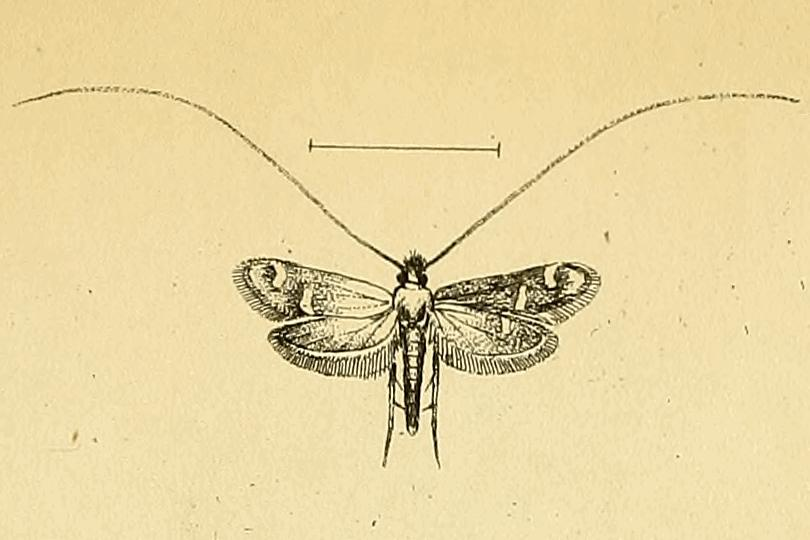
Adela repetitella (Adelinae)
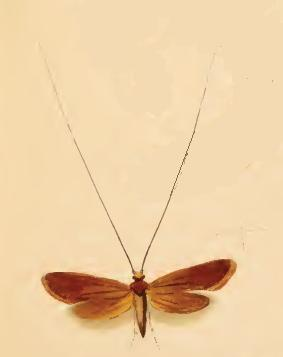
Adela violella (Adelinae)
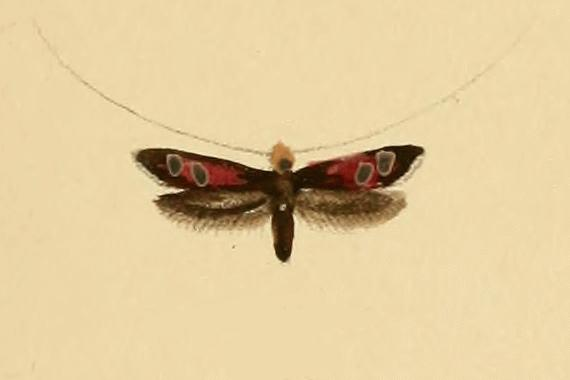
Cauchas anatolica (Adelinae)
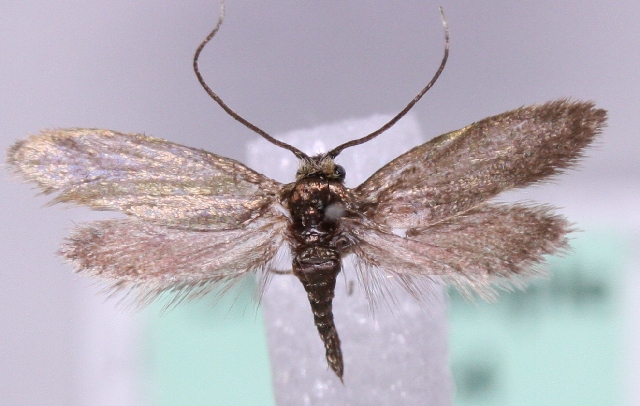
Cauchas breviantennella (Adelinae)
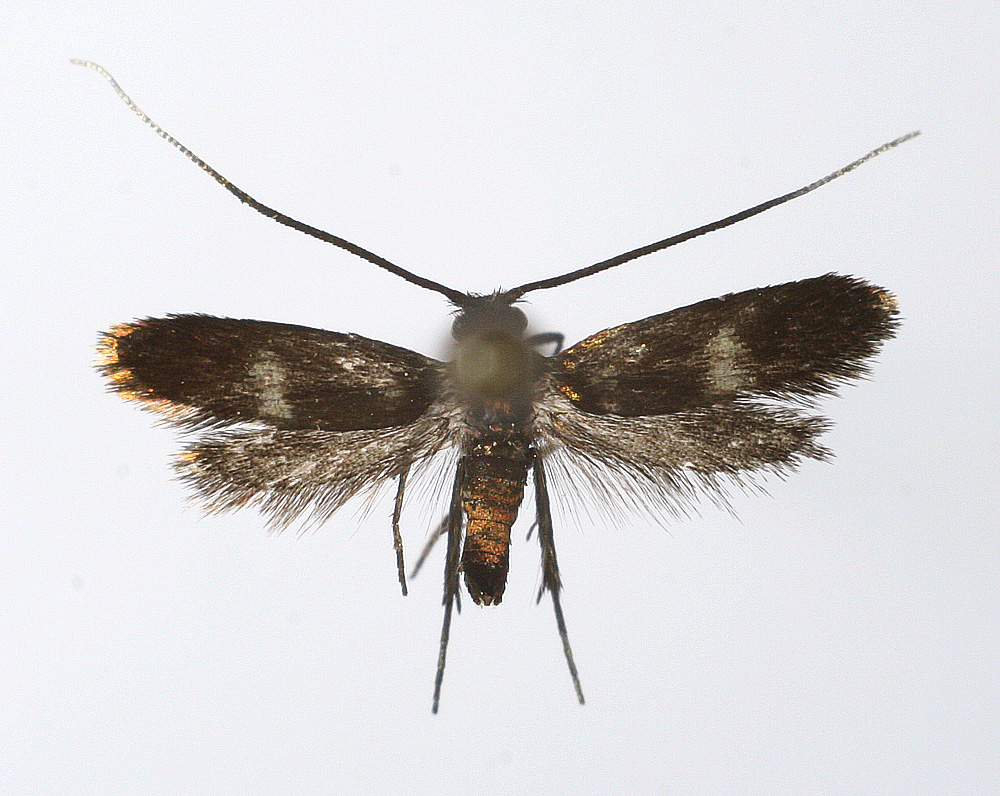
Cauchas fibulella (Adelinae)
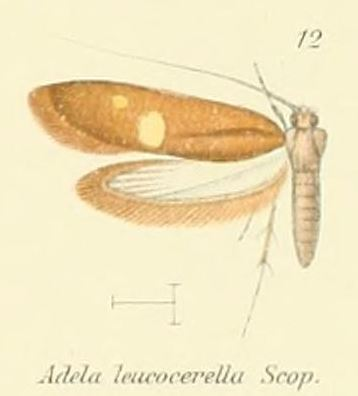
Cauchas leucocerella (Adelinae)
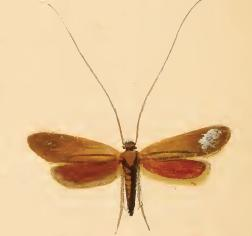
Cauchas rufimitrella (Adelinae)
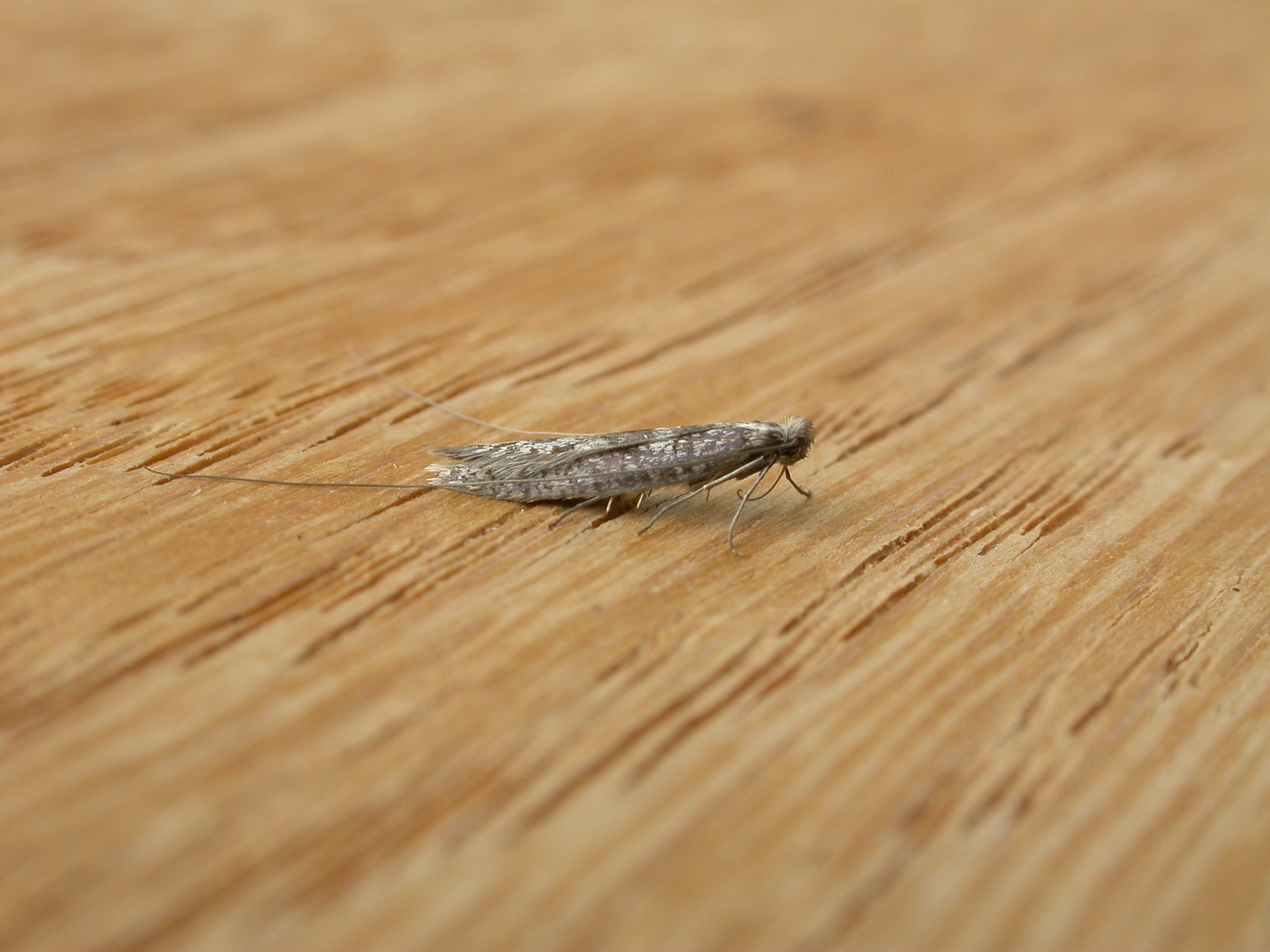
Ceromitia iolampra (Nematopogoninae)
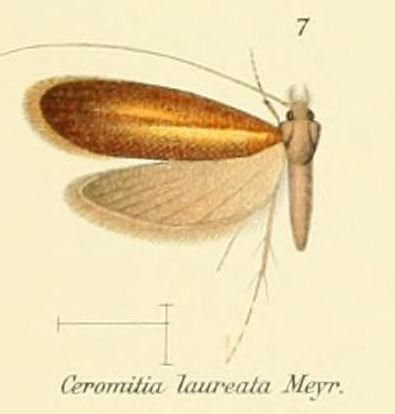
Ceromitia laureata (Nematopogoninae)
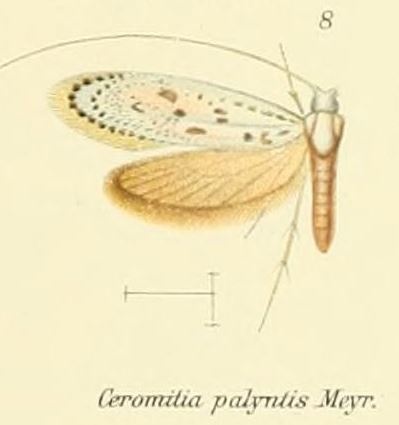
Ceromitia palyntis (Nematopogoninae)
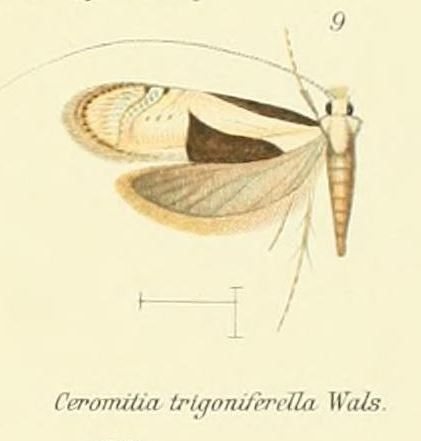
Ceromitia trigoniferella (Nematopogoninae)
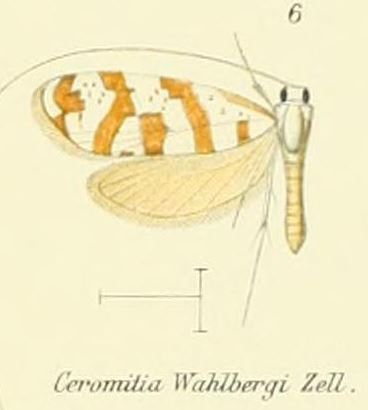
Ceromitia wahlbergi (Nematopogoninae)
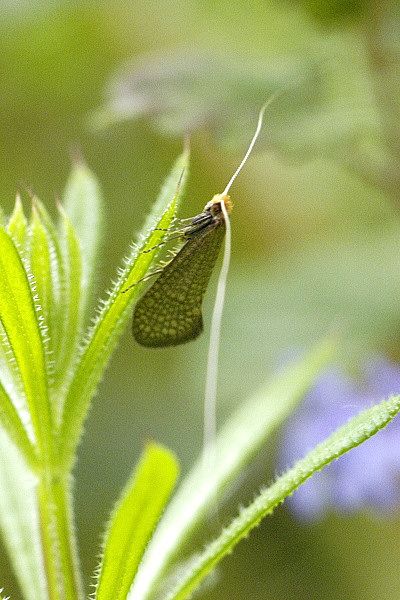
Nematopogon adansoniella (Nematopogoninae)
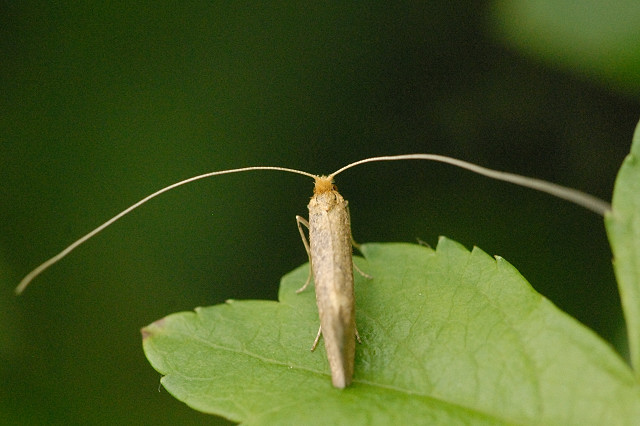
Nematopogon metaxella (Nematopogoninae)
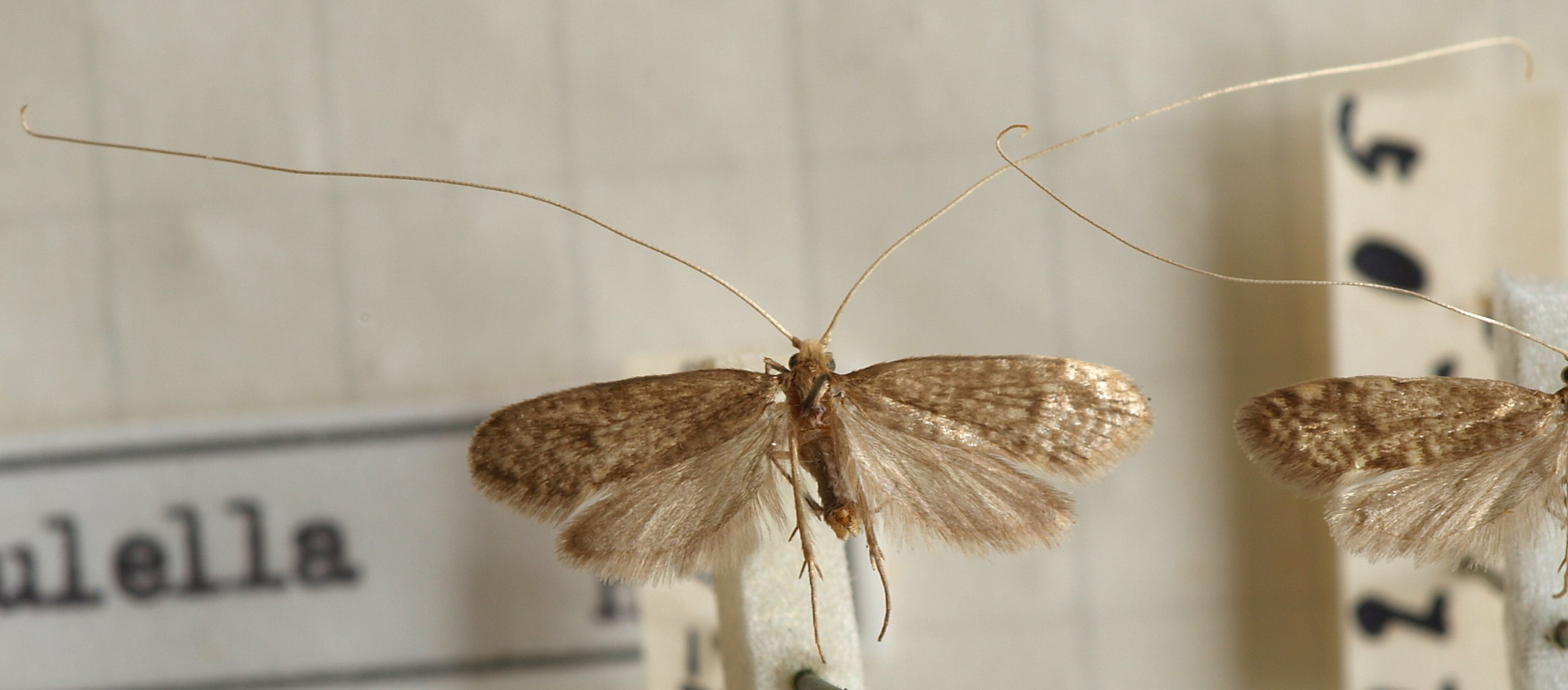
Nematopogon robertella (Nematopogoninae)
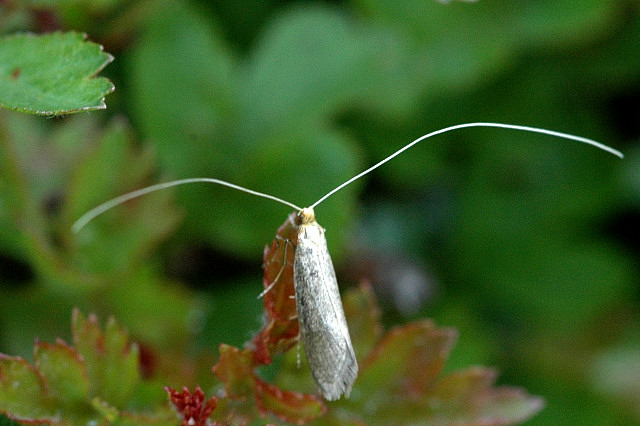
Nematopogon swammerdamella (Nematopogoninae)
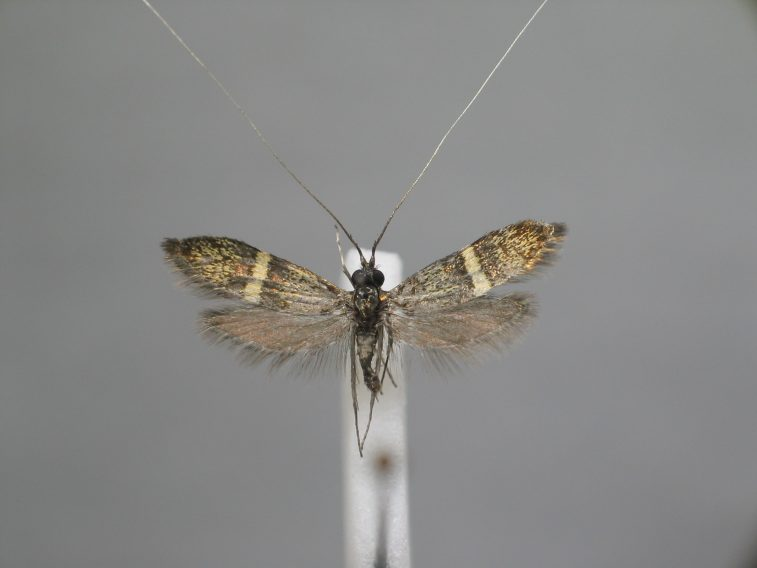
Nemophora associatella (Adelinae)
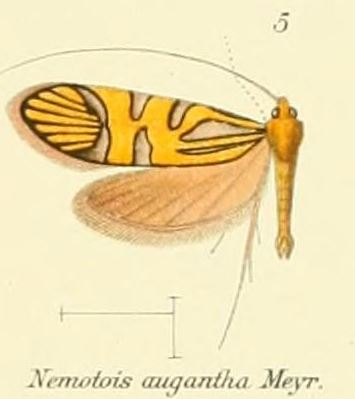
Nemophora augantha (Adelinae)
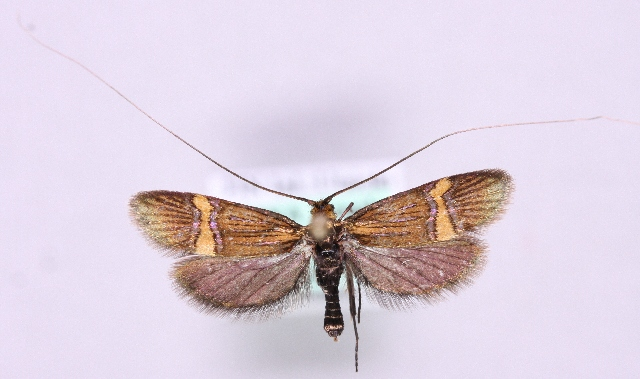
Nemophora bellela (Adelinae)
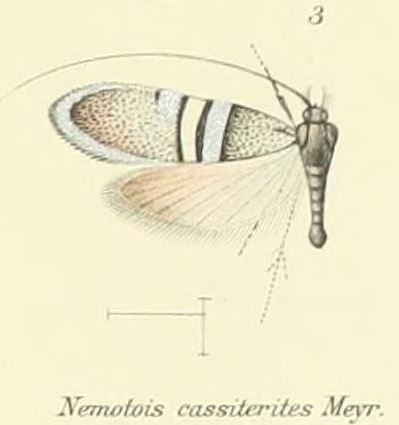
Nemophora cassiterites (Adelinae)
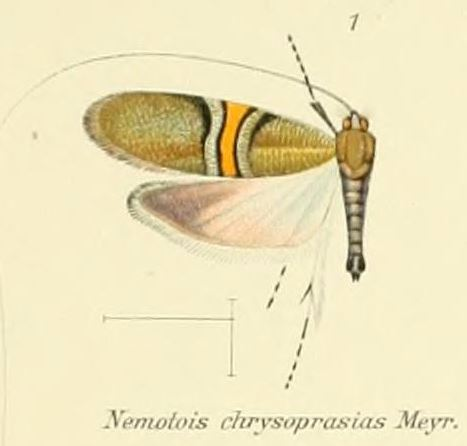
Nemophora chrysoprasias (Adelinae)
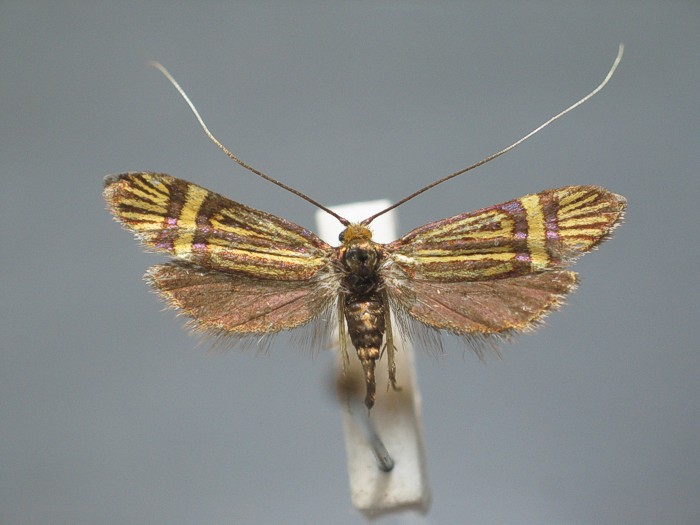
Nemophora congruella (Adelinae)
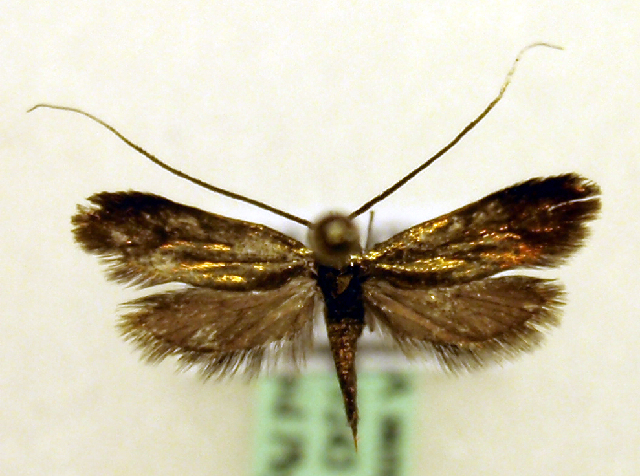
Nemophora cupriacella (Adelinae)
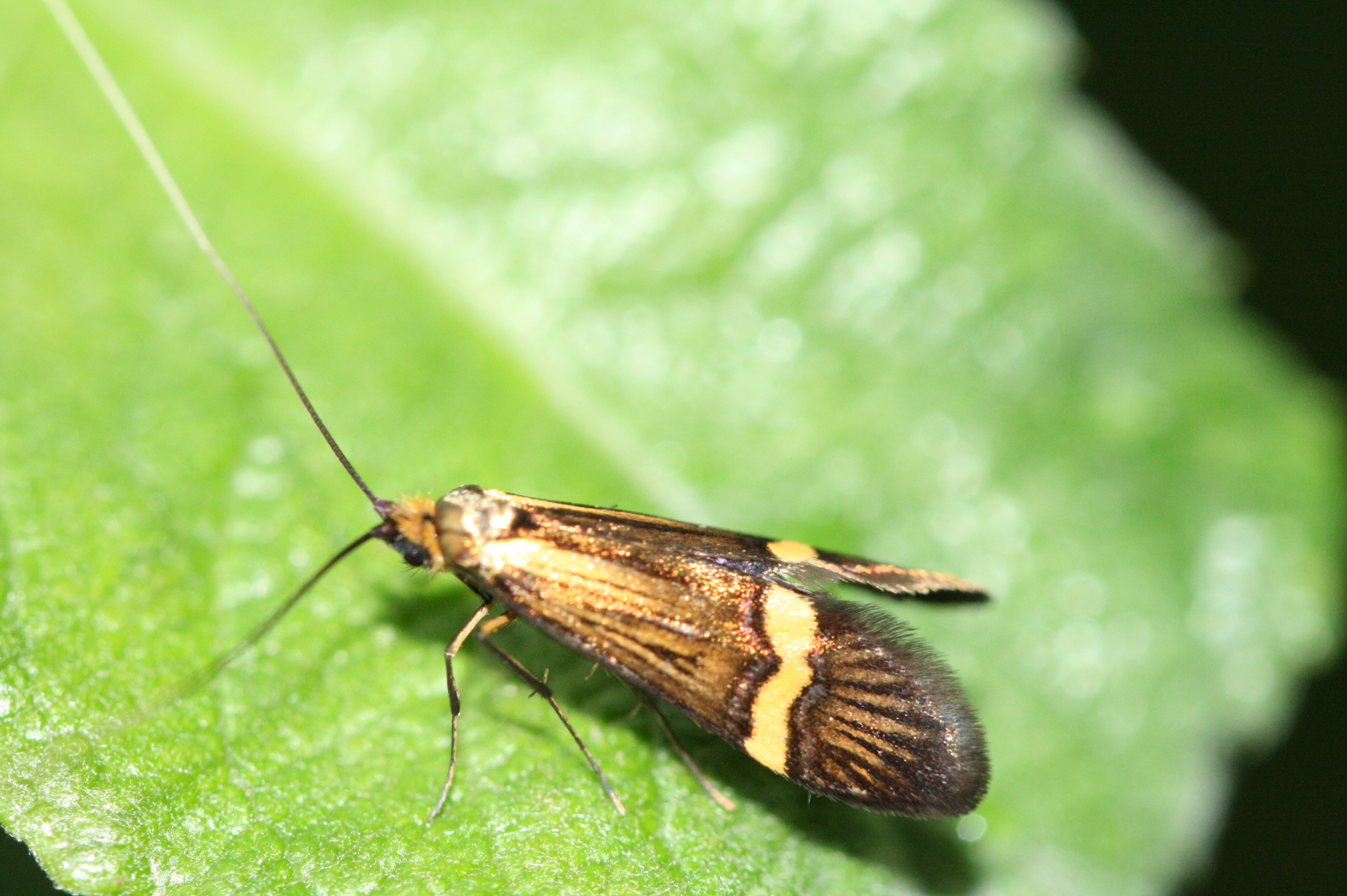
Nemophora degeerella (Adelinae)
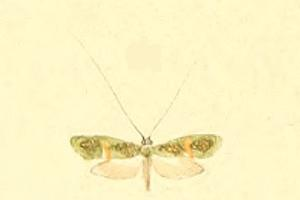
Nemophora dumerilella (Adelinae)
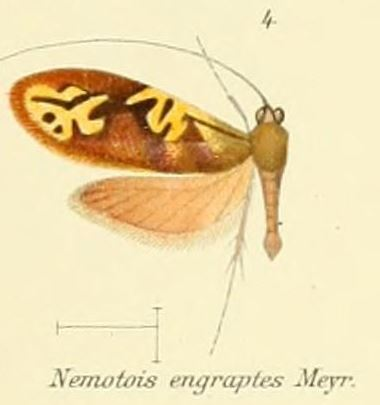
Nemophora engraptes (Adelinae)
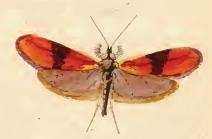
Nemophora fasciella (Adelinae)
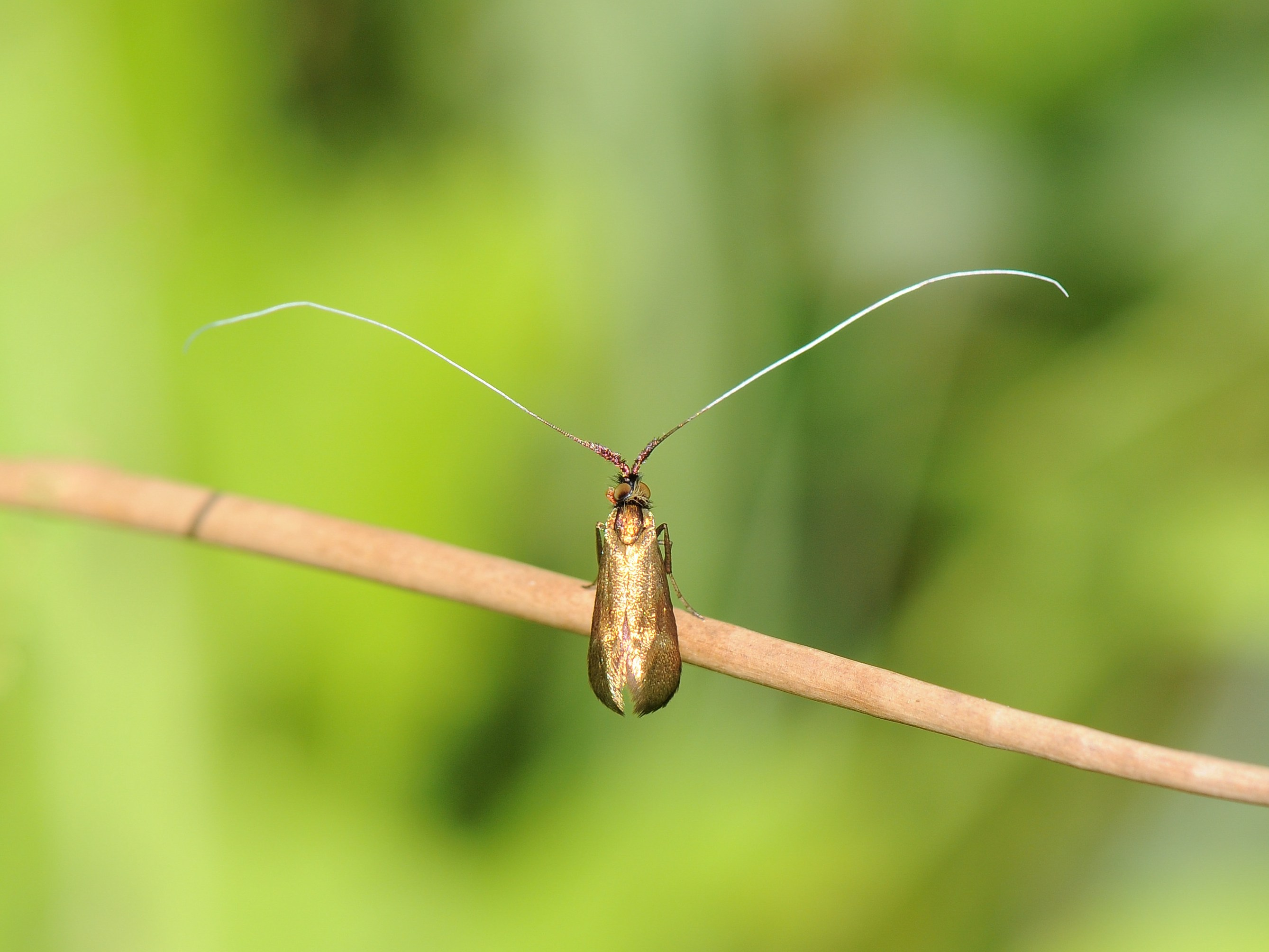
Nemophora metallica (Adelinae)
- Video su Nemophora metallica
- Video su Nemophora metallica
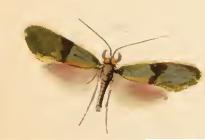
Nemophora minimella (Adelinae)
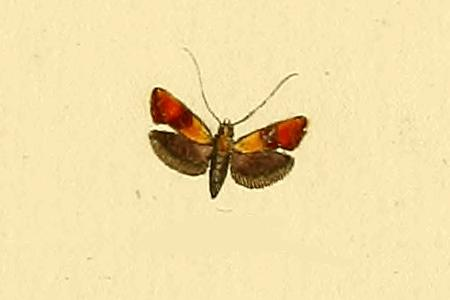
Nemophora molella (Adelinae)
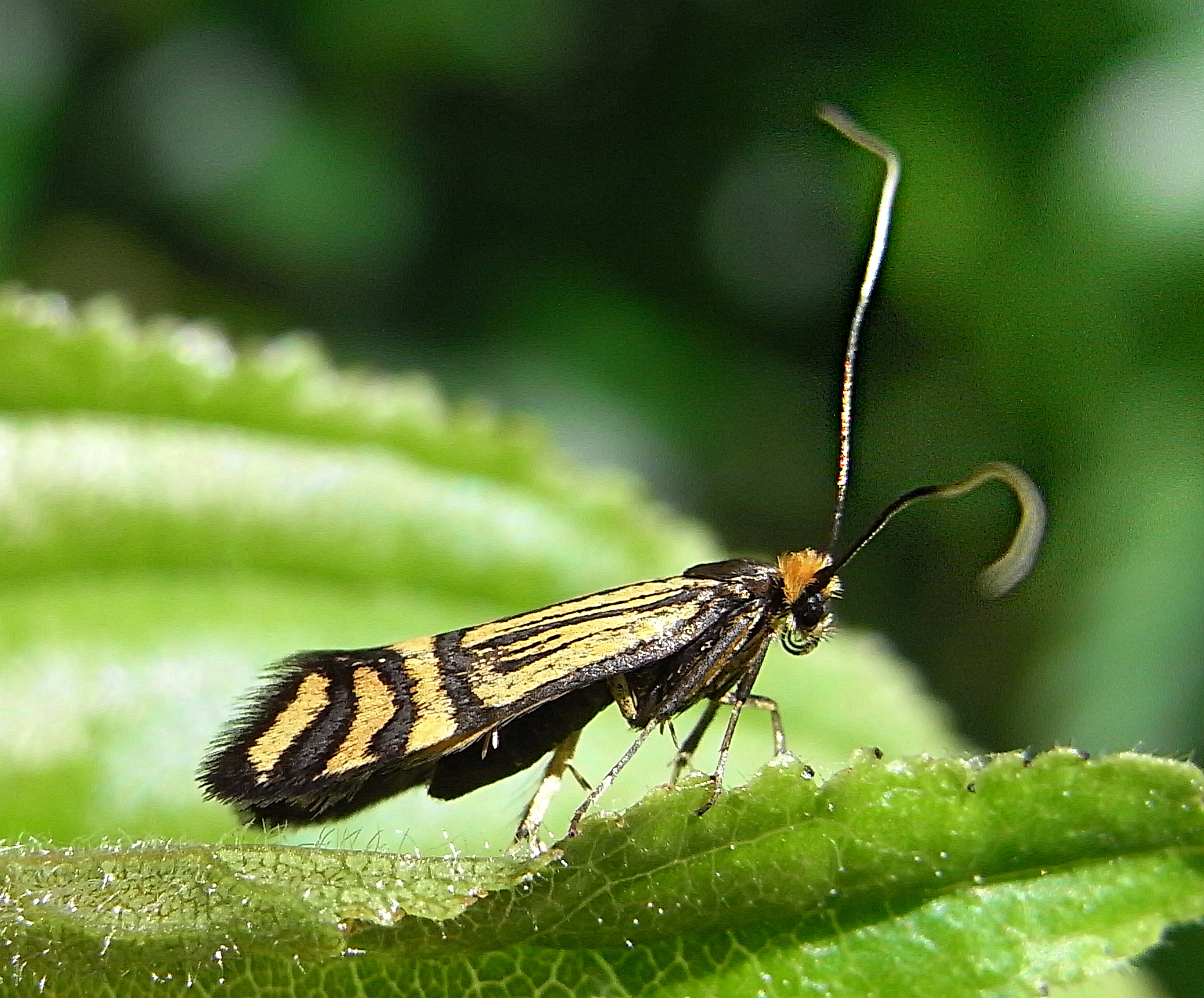
Nemophora ochsenheimerella (Adelinae)
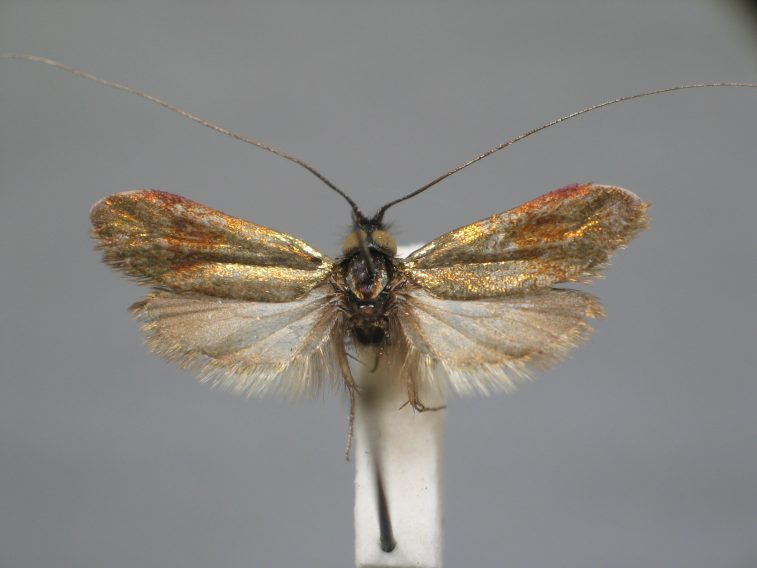
Nemophora prodigella (Adelinae)
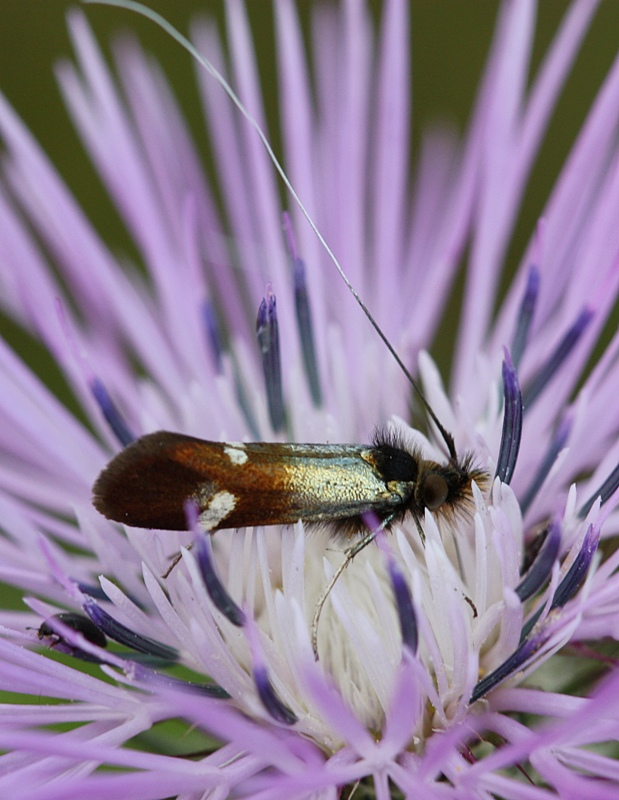
Nemophora raddaella (Adelinae)
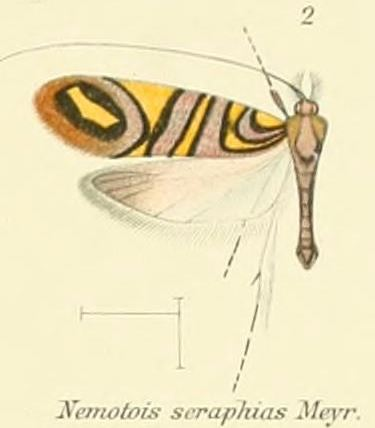
Nemophora seraphias (Adelinae)
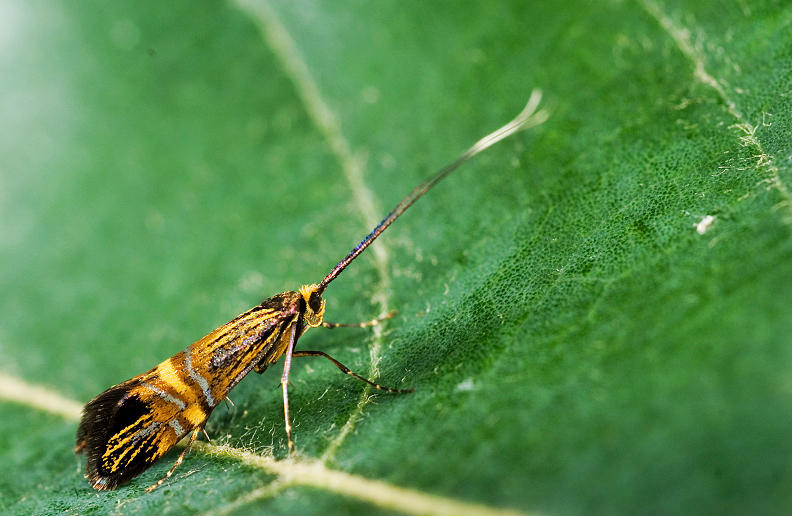
Nemophora uncella (Adelinae)
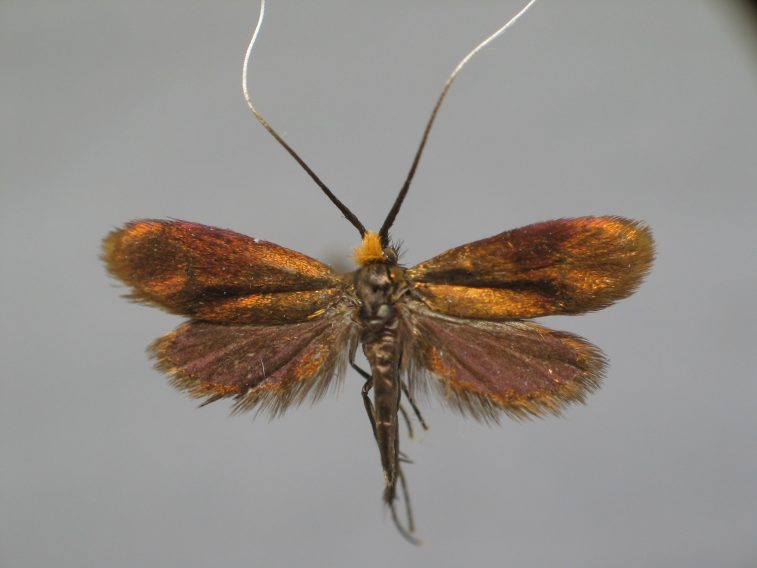
Nemophora violella (Adelinae)

## Conservazione
Nessuna specie appartenente a questa famiglia è stata inserita nella Lista rossa IUCN